# Canal de Bystroe
Le canal de Bystroe est une voie navigable creusée à partir de 1995 en Ukraine, entre le bras de Chilia (branche la plus au nord du delta du Danube) et le liman Sasyk, débouchant en mer Noire au nord du delta. La raison invoquée par l'Ukraine est d'économiser aux bateaux ukrainiens qui y passent, le paiement de droits de passage à la Roumanie, au cas où sa frontière de facto qui passe au sud du thalweg de Chilia, serait ramenée sur la frontière de jure, c'est-à-dire sur le thalweg, conformément au Traité de Paris (1947). Ce qui ne risque plus d'arriver depuis le traité roumano-ukrainien de Constanța, signé le 2 juin 1997 sous l'égide de l'OTAN, et l'arrêt (répartissant la zone maritime au large) de la Cour internationale de justice du 3 février 2009 qui entérinent la frontière de facto. 
Plusieurs organisations de protection de l'environnement, tant roumaines qu'ukrainiennes, ont protesté contre l'absence de concertation du gouvernement ukrainien et souligné les dommages causés aux milieux spécifiques du delta du Danube et aux zones de nidification d'oiseaux rares de la région. Selon eux, le volume d'eau déversé dans le canal menace l'écosystème du liman Sasyk, jadis frayère des aloses pontiques, des esturgeons (plusieurs espèces) et des mulets (Mugil cephalus).